# Andaz Apna Apna
Andaz Apna Apna è un film del 1994 diretto da Rajkumar Santoshi.

## Colonna sonora
1. S. P. Balasubrahmanyam, Debashish Dasgupta – Do Mastanae – 6:04
2. Mangal Singh – Dil Karta Hai – 4:59
3. S. P. Balasubrahmanyam, Asha Bhosle – Ye Raat Aur Ye Doori – 5:12
4. Vicky Mehta, Behroze Chaterjee – Ello Ello – 5:54
5. Abhijeet Bhattacharya, Sadhana Sargam , Debashish Dasgupta, Behroze Chaterjee – Jaana Tune Jaana Nahin – 4:35
6. S. P. Balasubrahmanyam, Sapna Mukherjee, Debashish Dasgupta, Behroze Chaterjee – Shola Shola Tu Bhadke – 5:02